# Imja Tse
Le Imja Tse, plus connu sous le nom de Island Peak, est un sommet népalais de plus de 6 000 m situé dans la région de Khumbu. Il peut être considéré comme une extension de l'arête sud du Lhotse. Le nom d'Island Peak, lui est donné en 1953 par l'expédition de Eric Shipton qui le comparait à une île au milieu d'un océan de glace.
Il fait partie des trekking peaks. Son ascension consiste essentiellement, à partir du camp de base situé à 5 100 m d'altitude, en une montée régulière en terrain rocheux ou caillouteux, s'achevant vers 5 840 m au pied du glacier sommital. De 6 000 à 6 100 m, une pente de 50° est équipée en début de saison touristique par les sherpas d'une voire deux cordes fixes afin d'accéder plus facilement à son arête sommitale. Son sommet ne permet toutefois pas d'apercevoir l'Everest, celui-ci étant caché par le Lhotse.

## Ascensions

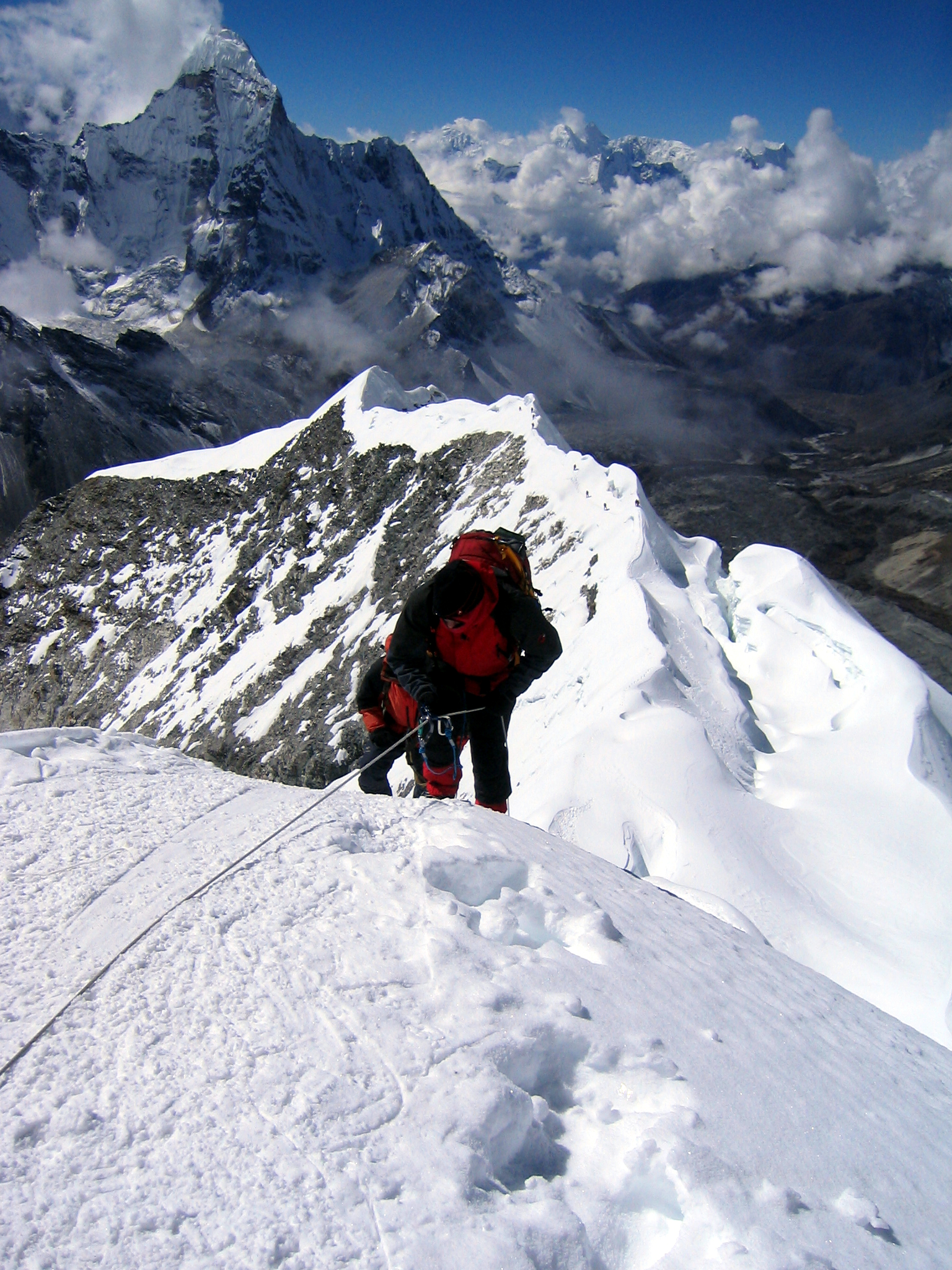
Arrivée d'une cordée au sommet.

- 1953 - Première ascension du sommet sud-ouest par C.Evans, A.Gregory, C.Wylie, Tensing Norgay et 7 sherpas lors de l'expédition britannique vers l'Everest menée par John Hunt.
- 1956 - Première ascension du sommet principal par H. Von Guten, Gyalzen Sherpa et Phurba Lobsang Sherpa lors de l'expédition suisse vers l'Everest et le Lhotse menée par Albert Eggler.